# Teatro de Capellanes
El Teatro de Capellanes o Café de Capellanes, (también conocido como Salón Capellanes, Teatro de la Risa y, en su última etapa, Teatro Cómico) fue un pequeño teatro del viejo Madrid inaugurado en la década de 1850 y que con diversos nombres permaneció activo hasta 1968, año en que fue derribado para dejar sitio a unos grandes almacenes.

## Historia

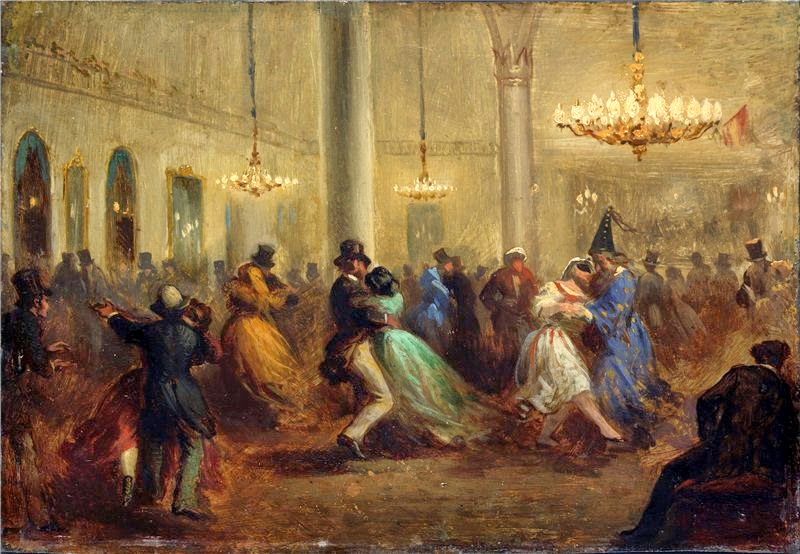
El baile de Capellanes, por Ricardo Balaca. Ca. 1860-1865. (Museo de Bellas Artes de Bilbao).

Su origen como lugar de esparcimiento comienza al inicio de la segunda mitad del siglo XIX, cuando se cubrió el patio de la desaparecida Casa de la Misericordia para montar un salón de baile, coincidiendo con los últimos años del reinado de Isabel II. Los bailes del Salón de Capellanes fueron tan populares que quedaron inmortalizados en algunos versos como los de la habanera cuyo estribillo recomendaba:

No me lleves a Paul
que me verá papá.
Llévame a Capellanes
que estoy segura
que allí no irá.

El local, cuya reputación anduvo bastante tiempo en entredicho, acabó convirtiéndose en un pequeño teatro con un aforo de cuatrocientas personas (que con el tiempo sería ampliado a setecientas). Tras sufrir un incendio en 1873, los cronistas Pedro de Répide y Ángel Fernández de los Ríos coinciden en el dato de que el año 1876, el teatrito de Capellanes pasó a llamarse Teatro de la Risa.
En el último cuarto del diecinueve se instaló durante algunas temporadas en su edificio el Salón Romero, "dedicado a conciertos de música de cámara", pero volvió a dedicarse a local teatral al inicio del siglo XX y con el nuevo nombre de Teatro Cómico. Con este rótulo acogió a las más populares compañías cómico-líricas del género chico.
En el Cómico de la antigua calle de Capellanes, calle que desde el 12 de junio de 1901 se llamaba de Mariana Pineda, se convirtió durante medio siglo en hogar de la pareja cómica que conducía la Compañía de Zarzuela y Verso de Loreto Prado y Enrique Chicote, dos de los actores más queridos en el Madrid castizo.
En 1968, cuando llevaba varias temporadas representándose El visón volador, se vendió el edificio que fue demolido para que en el solar se construyeran unos nuevos grandes almacenes.

### Edificio

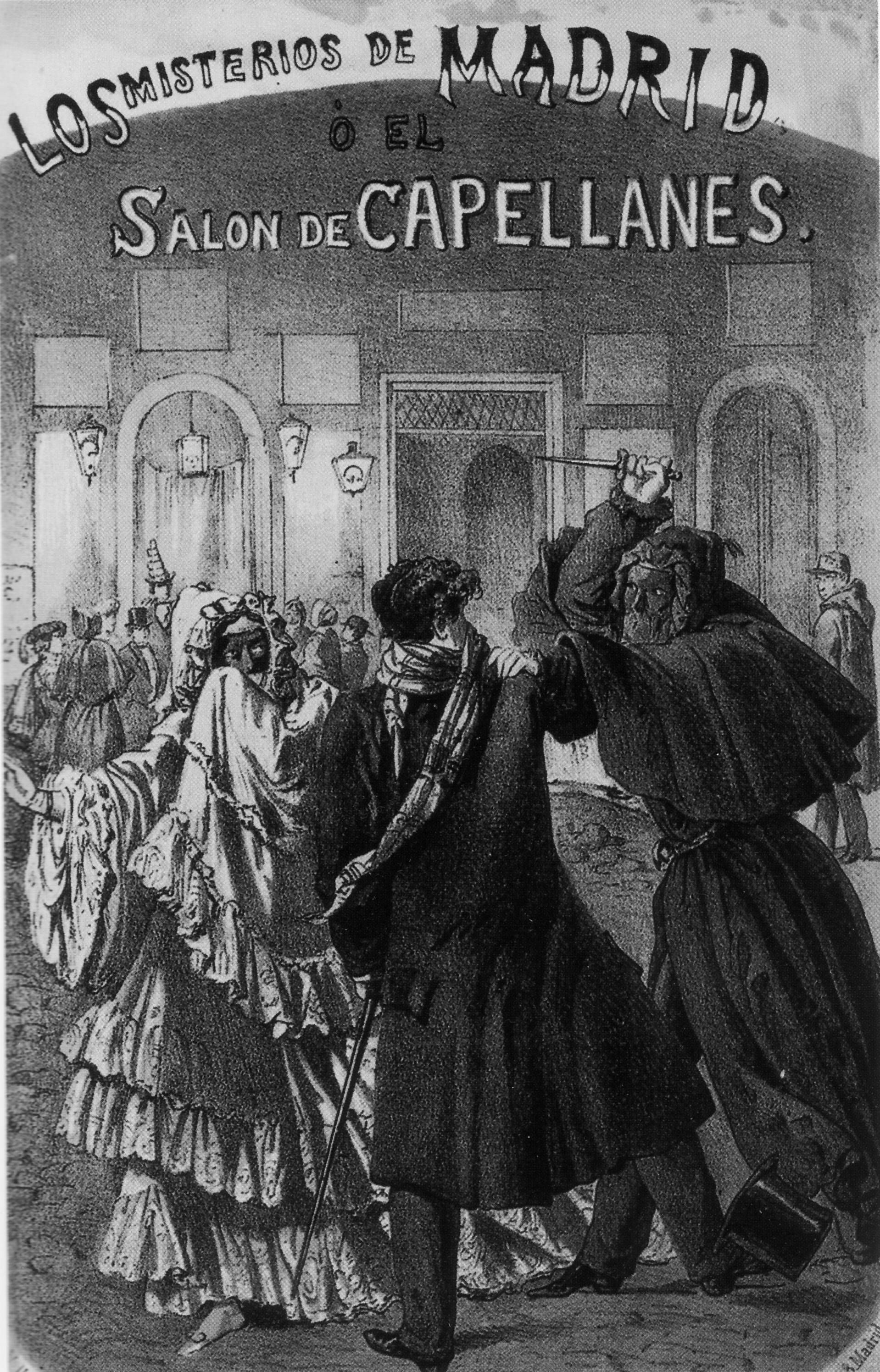
Portada de la novela (folletín) Los Misterios de Madrid: El Salón de Capellanes, obra de Rafael del Castillo, editada en Madrid en 1863 por la Imprenta del librero Miguel Guijarro.

A diferencia de otros teatros madrileños de este periodo decimonónico, encajados en solares entre edificios de viviendas y por esa circunstancia asfixiados en un esquema arquitectónico sin recursos, el teatro de Capellanes, al ocupar el antiguo patio del Hospital de la Misericordia, dispuso desde el principio de la ventaja de estar rodeado por las galerías de dicho patio, aportando zonas de estancia y descanso que le hicieron muy popular.
Un plano del Archivo Histórico Nacional, muestra el salón de planta cuadrada, con cuatro pilares en el centro para soportar una cubierta en pabellón y dos lucernarios laterales de forma oval, y un tercero en la linterna central. En uno de los ejes aparece el pequeño escenario, limitado por la mencionada galería perimetral. El plano muestra también las dependencias de la escena, pasillos, cafés, oficinas y las dos entradas de que disponía este teatro.